# Dactylolabis (Dactylolabis) sohiyi
Dactylolabis (Dactylolabis) sohiyi is een tweevleugelige uit de familie steltmuggen (Limoniidae). De soort komt voor in het Nearctisch gebied.